# N-344
La N-344 perteneciente a la Red de Carreteras del Estado, es la carretera española que une Almería con Valencia por Jumilla y Yecla.
La carretera N-344 está dividida en dos tramos diferenciados:
- Tramo del Aeropuerto de Almería al enlace con la Autovía del Mediterráneo (A-7). Este tramo tiene 11 km y sirve de acceso a la ciudad de Almería por el este de la ciudad. Inicia su recorrido en el enlace con la AL-12 que anteriormente formaba parte de la propia N-344 pero que ha sido desdoblada y convertida en autovía. Discurre bordeando los barriadas periféricas de Almería como El Alquián y Retamar, también sirve de acceso a Cabo de Gata.

- Tramo de Alcantarilla a Fuente la Higuera. En este tramo, que es el más largo con 132km y comunica Murcia con Valencia por Yecla y Jumilla, se reinicia la referencia kilométrica en Alcantarilla, por lo que los primeros puntos kilométricos desde Alcantarilla hasta Molina de Segura se duplican con respecto al tramo del Aeropuerto de Almería. Anteriormente era una carretera muy utilizada hasta que se construyó la Autovía del Mediterráneo. Actualmente está completada la autovía A-33, que sustituye a la N-344. Inicia su recorrido en Alcantarilla en dirección a Torres de Cotillas y Alguazas. Continúa y llega a Molina de Segura donde enlaza con la A-30 y coincide con esta autovía durante 17 km. Vuelve a ser carretera nacional a partir del enlace 112 de la A-30. Continúa y la siguiente población es Jumilla bordeándola. Atraviesa el Puerto de Jumilla de 810m y llega a Yecla, rodeando dicha ciudad. A continuación entra en la provincia de Albacete y pasa por la población de Caudete. Tras pasar esta población entra en la provincia de Alicante donde enlaza con la A-31 que une Alicante con Madrid. La N-344 prosigue y entra en la provincia de Valencia llegando a Fuente la Higuera y termina su recorrido en el enlace con la autovía A-35 que une Almansa y Valencia.